# Glocester
Glocester är en kommun (town) i Providence County i delstaten Rhode Island, USA med cirka 9 948 invånare (2000). Den har enligt United States Census Bureau en area på 147,2 km².

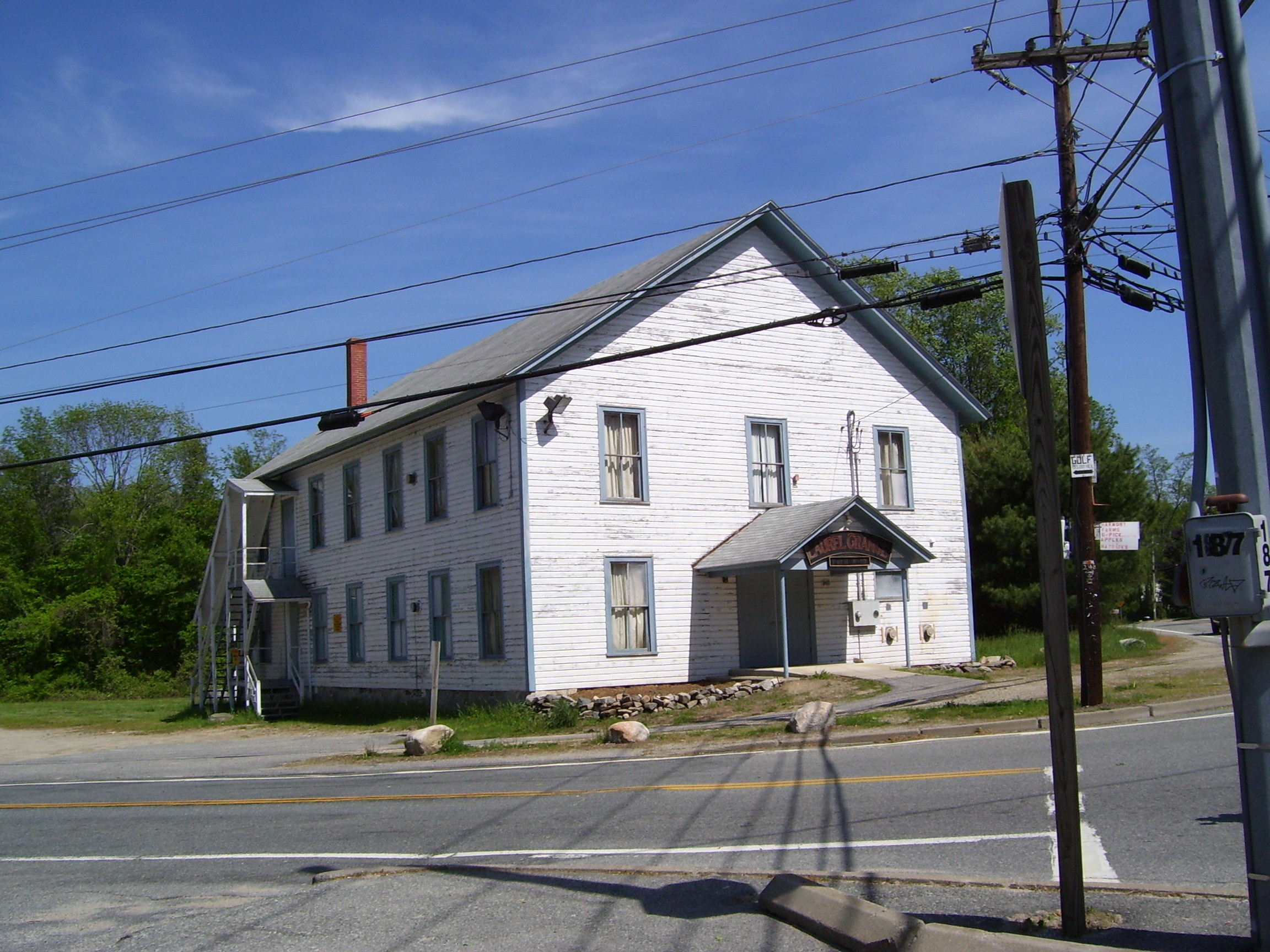
Laurel Grange.